# Јањске Отоке
Јањске Отоке се налазе у „јужном џепу” западног дела Републике Српске, припадају општини Шипово на 9 km од његовог центра и око 90 km од регионалног центра Бање Луке. Дуж целих Јањских Отока, протиче истоимена река Јањ.
У њеној близини се налазе насељена места Бабићи, Брдо, Ваган, Водица, Горица, Грбавица, Греда, Ђукићи, Кнежевићи, Кичелово брдо, Липовача, Љуша, Мочиоци, Натпоље, Подобзир, Попуже, Прибељци, Стројице, Тодорићи, Чуклић и сви они заједно чине историјску, географску и културну област Јањ у општини Шипово.
У непосредној близини налази се и прашума Јањ, као и Манастир Глоговац.

## Биљни и животињски свет
Због изузетне очуваности природе, разноврсног станишта и специфичних климатских услова, Јањске Отоке су богате биљним и животињским светом. На овом простору налази се велики број шума, а у његовој околини доста шумских пропланака.
Река је изузетно богата рибом — пастрмком и липљеном. Околне шуме станиште су многих дивљих животиња — зеца, вука, лисице, мрког медведа, срне, дивље свиње па и риса. Од птичијег света у густим шумама може се видети велики бели тетреб, љештарка, јастреб, соко, орао, голубови, детлићи и многе друге врсте.
Рељеф је највећим делом грађен од седиментних кречњачких стена и доломита. Кречњачке површине испресецане су бројним тектонским пукотинама на којима су створене бројне форме рељефа (вртаче, увале, јаме, пећине).

## Клима
Јањске Отоке се у глобалном климатском погледу налазе у појасу умерено континенталне климе.

## Река Јањ
Река Јањ протиче кроз извире 13 km јужно од Шипова на надморској висини од 612 м у изузетно дубоком кањону чије су литице и преко 200 м.
Баш у Јањским отоцима, река Јањ се разлива у многобројне поточиће који се након неколико километара поново спајају.

## Туризам
Резерват Јањске Отоке су популарно туристичко излетиште и најатрактивније излетиште у Шипову. Мир, богатство бујним зеленилом, шумама и реком Јањ је оно што највише привлачи туристе. Оно што највише краси Јањске отоке су велики број слапова, потока и водопада који се протежу дуж читавог места. Станиште је погодно за лов и риболов, а постоји могућност и изнајмљивања соба у сеоским домаћинствима.
Године 2016. у Јањским отоцима одржан је музички фестивал З. Е. Т. (забава, екологија и туризам) од Шипова на којем су наступали многобројни извођачи.